# Piet Sielck
Piet Sielck (14 november 1964) is een Duitse powermetal gitarist en zanger. Hij is lid van de powermetal band Iron Savior en de eigenaar van de studio Powerhouse in Hamburg.

## Carrière
Sielcks eerste band was Gentry, die hij samen met Kai Hansen oprichtte. In 1982 verliet hij de band om als technicus te gaan werken en verbleef één jaar in Los Angeles. Bij zijn terugkomst in Duitsland begon hij als producent te werken. Zijn eerste productie was Heading for Tomorrow, het debuutalbum van Gamma Ray, de nieuwe band van zijn oude vriend Kai Hansen. Andere bands waarmee hij samenwerkte waren Uriah Heep, Saxon en Blind Guardian.
In 1996 richtte Sielck zijn eigen band op, Iron Savior, samen met Kai Hansen en Thomen Stauch. Deze twee zouden later de band verlaten, maar Sielck gaat nog steeds door met de band, samen met andere muzikanten.
In 2004 werd hij producent en gitarist-bassist van Stauch's nieuwe band, Savage Circus. In 2011 verliet hij de band om zich meer op Iron Savior te richten.

## Discografie

### Iron Savior
- Iron Savior (1997)
- Coming Home (Single, 1998)
- Unification (1998)
- Interlude (EP, 1999)
- I've Been to Hell (Single, 2000)
- Dark Assault (2001)
- Condition Red (2002)
- Battering Ram (2004)
- Megatropolis (2007)
- The Landing (2011)
- Rise of the Hero (2014)
- Titancraft (2016)

### Savage Circus
- Dreamland Manor (2005)
- Of Doom and Death (2009)

- Gemeinsame Normdatei: 102409068X
- MusicBrainz: df426089-77e3-4da4-beb1-5d0716601161
- Virtual International Authority File: 257978998
- WorldCat: E39PBJcBT9XQyjjjJBpHx3myBP